# Jan Jakob Müller
Jan Jakob Müller (* 31. Mai 1994) ist ein deutscher Filmschauspieler.
Jan Jakob Müller war bereits als Kinderdarsteller aktiv, als Komparse und Kleindarsteller. Er spielte in Die Rote Zora und dem Fernsehfilm Pretty Mama. 2010 spielte er in der Serie Allein gegen die Zeit als Basti mit. Insgesamt war er nur vier Jahre als Filmschauspieler aktiv.

## Filmografie
- 2007: Der geheimnisvolle Schatz von Troja
- 2007: Pretty Mama
- 2007: Mitten im Leben (Fernsehserie, eine Folge)
- 2008: Die Rote Zora
- 2009: Familie Sonnenfeld: Abschied von Oma
- 2010: Allein gegen die Zeit (Fernsehserie, 13 Folgen)